# Aldo da Ferentino
Aldo da Ferentino (né à  Ferentino, et mort v. 1123) est un cardinal italien du XIe siècle et du début du  XIIe siècle.

## Biographie
Le pape Urbain II le crée cardinal-diacre lors du consistoire de 1099 de Ss. Sergio e Bacco.
Il participe au concile de Guastalla en 1106 et au synode du Latran en 1112. Aldo participe à l'élection de Gélase II en 1118 et de Calixte II en 1119. 